# Aprosdoceta orina
Aprosdoceta orina är en fjärilsart som beskrevs av Turner 1925. Aprosdoceta orina ingår i släktet Aprosdoceta och familjen mätare. Inga underarter finns listade i Catalogue of Life.